# فلاديمير لوبوف
فلاديمير نيكولايفيتش لوبوف (بالروسية: Лобов, Владимир Николаевич)‏، من مواليد 22 يوليو 1935. هو قائد عسكري سوفياتي وروسي سابق، كان رئيس الأركان العامة للقوات المسلحة السوفيتية في عام 1991، جنرال الجيش، دكتوراه في العلوم العسكرية والنائب الشعبي للاتحاد السوفييتي من 1989 إلى عام 1991.

## السيرة
ولد لوبوف في عائلة كبيرة مع ستة أطفال (خمسة اولاد وبنت) في 22 يوليو 1935 في قرية بوراييفو. كان والده يعمل كميكانيكي آلات وجرارات، وعملت والدته أيضا في المزرعة. وجد لوبوف طفولته صعبة للغاية لأن عائلته كانت في كثير من الأحيان تفتقد الملابس والمواد الغذائية، وكانت مدرسته بعيدة عن المنزل، حيث إضطر للمشي في ظروف الطقس القاسية.
في عام 1954، تم تجنيده في الجيش السوفيتي، ليخدم في فوج المدفعية من قسم الجبل 201 في منطقة تركستان العسكرية في ستالين آباد. في سبتمبر 1956، أرسل الرقيب لوبوف للدراسة في مدرسة ريازان للمدفعية، حيث تخرج في عام 1959، ليصل إلى رتبة ملازم. بعد التخرج، أصبح قائد فصيلة من الطلاب. وفي عام 1960، اجتاز إعادة تدريب الدورات العسكرية وفي سبتمبر، أرسل إلى قوات الصواريخ الاستراتيجية التي شكلت حديثا من اتحاد الجمهوريات الاشتراكية السوفياتية، خدم كقائد فصيلة من الطلاب، ومدرب ومساعد رئيس التدريب في مدرسة تدريب الرقباء في قسم الصواريخ في منطقة تشيتا. خدم لوبوف حتى عام 1964 وأرسل لامتحانات القبول في موسكو في أكاديمية فرونزي العسكرية. في عام 1967، تخرج ووصل إلى رتبة الكابتن.
في أغسطس 1968، شارك في غزو تشيكوسلوفاكيا، حيث استولت كتيبته على مطار عسكري بالقرب من براغ. في أيار / مايو 1969، أصبح رئيس الأركان، ومنذ عام 1970، أصبح قائد 74 فوج بندقية آلية مستقلة للتدريب في مجموعة القوات السوفياتية في ألمانيا.
في تشرين الأول / أكتوبر 1973، أصبح قائدا لقسم المشاة الميكانيكي للتدريب في الحرس العسكري في لينينغراد. في عام 1975، وصل إلى رتبة اللواء وفي ديسمبر 1975، أصبح قائد الفيلق ال26 في الجيش في أرخانغلسك. في عام 1979، تخرج من الأكاديمية العسكرية للأركان العامة للقوات المسلحة لاتحاد الجمهوريات الاشتراكية السوفياتية. في عام 1979، أصبح قائد جيش الأسلحة المشتركة 28 في المنطقة العسكرية البيلاروسية. وفي تشرين الأول / أكتوبر 1981، أصبح النائب الأول لقائد منطقة لينينغراد العسكرية. وفي حزيران / يونيه 1984، أصبح قائد المنطقة العسكرية في آسيا الوسطى.
في يناير 1987، أصبح النائب الأول لرئيس الأركان العامة للقوات المسلحة السوفيتية، نيابة عن ميخائيل غورباتشوف، الذي وضع مشروع إصلاح عسكري، والذي غير طول الخدمة العسكرية من سنتين إلى 18 شهرا. غير أن الخلاف أدى إلى عزل وزير الدفاع يازوف من منصبه في تشرين الثاني / نوفمبر 1988. وفي 24 كانون الثاني / يناير 1989، أصبح النائب الأول لرئيس الأركان العامة للقوات المسلحة السوفياتية.
بعد محاولة الانقلاب السوفيتية في 23 أغسطس 1991، تم تعيينه رئيس الأركان العامة للقوات المسلحة السوفيتية. من 1 أكتوبر إلى 25 ديسمبر 1991 أصبح عضوا في مجلس الدفاع من رئيس اتحاد الجمهوريات الاشتراكية السوفياتية.
في 7 كانون الأول / ديسمبر 1991، سُرِحَ من منصب رئيس الأركان العامة. وفي عام 1992، أصبح مفتشا عسكريا - مستشارا لفريق المفتشين العامين بوزارة الدفاع. وبعد حله في أيار / مايو 1992، كان مستشارا للرئيس الروسي في وقت ما. ثم عمل أيضا على مشروع إصلاح عسكري. تقاعد في مارس 1994.

## الحياة الشخصية
لوبوف متزوج من فالنتينا فيودوروفنا، وهي معلمة، ولديه ابن وابنة، وثلاثة أحفاد. وهو يعيش حاليا في موسكو.